# Propionil-CoA carboxilasa
La enzima propionil-CoA carboxilasa (EC 6.4.1.3) cataliza la reacción de carboxilación del propionil-CoA. El producto de la reacción es el D-metilmalonil-CoA:
ATP + propanoil-CoA + HCO3- <=> ADP + fosfato + (S)-metilmalonil-CoA
Esta enzima ha sido clasificada como una ligasa, así como una liasa.

## Genética
La enzima consta de dos subunidades, "α" y "β". La subunidad α está codificada por el gen PCCA (NM_000282), situado en el brazo largo del cromosoma 13. La subunidad está codificada por el gen PCCB (NM_000532), situado en el brazo largo del cromosoma 3. Las deficiencias en alguno de estos genes, que lleven consigo la pérdida de la función de la propionil-CoA carboxilasa, se relacionan con acidemia propiónica.